# Sony Ericsson Open 2010
Sony Ericsson Open 2010 — профессиональный теннисный турнир, в 26-й раз проводившийся в Ки-Бискейне, Майами на открытых хардовых кортах. Мужской турнир имеет категорию ATP Masters 1000, а женский — WTA Premier Mandatory. Майамский турнир закрывает сезон турниров на харде. Соревнования были проведены на кортах Tennis Center at Crandon Park, с 22 марта по 4 апреля 2010 года.
Прошлогодними чемпионами являются:
- мужчины одиночки —  Энди Маррей
- женщины одиночки —  Виктория Азаренко
- мужчины пары —  Максим Мирный /  Энди Рам
- женщины пары —  Светлана Кузнецова /  Амели Моресмо

## Соревнования

### Мужчины. Одиночный турнир
Энди Роддик обыграл  Томаша Бердыха со счётом 7-5, 6-4.
- Роддик выигрывает второй одиночный турнир в году.
- Роддик во второй раз в одиночной карьере побеждает в Майами и впервые с 2006 года — на турнире категории Masters.
- Роддик выигрывает третий титул подряд в финале у представителя Чехии (дважды до этого — у Штепанека).
- Бердых проигрывает первый в году одиночный финал.
- Бердых впервые проигрывает финал турнира категории Masters (Ранее он выигрывал турнир этой категории в Париже).

### Женщины. Одиночный турнир
Ким Клейстерс обыграла  Винус Уильямс со счётом 6-2, 6-1.
- Клейстерс выигрывает свой второй титул в году во втором финале.
- Клейстерс благодаря этой победе возвращается в Top10 одиночного рейтинга.
- Уильямс прервала поражением в финале свою пятнадцатиматчевую победную серию.
- Каждый новый турнир категории Premier Mandotary выигрывает новая теннисистка. Ким уже шестая в этом списке.

### Мужчины. Парный турнир
Лукаш Длоуги /  Леандер Паес обыграли  Махеша Бхупати /  Максима Мирного со счётом 6-2, 7-5.
- Чешско-индийский дуэт выигрывает свой первый совместный титул ATP в сезоне.

### Женщины. Парный турнир
Жисела Дулко /  Флавия Пеннетта обыграли  Надежду Петрову /  Саманту Стосур со счётом 6-3, 4-6 [10-7]
- Аргентино-итальянский дуэт завоёвывает четвёртый (и первый в году) совместный титул.
- Австрало-российский дуэт уступает свой второй подряд совместный финал.